# Evropská silnice E15
Evropská silnice E15 je evropskou silnicí 1. třídy. Začíná ve skotském Inverness a končí ve španělském Algeciras. Celá trasa měří 3 610 kilometrů. Na trase mezi jižní Anglii a Francií silnice překonává Lamanšský průliv. Lze využít trajektu mezi Doverem a Calais, nebo vlakové spojení Eurotunelem mezi Folkestone a Calais.

## Trasa
- Spojené království
  -  Skotsko
    - Inverness – Perth – Edinburgh

  -  Anglie
    - Newcastle upon Tyne – Doncaster – Londýn – Dover

- Francie
  - Calais – Béthune – Arras – Compiègne – Paříž – Évry – Auxerre – Avallon – Beaune – Chalon-sur-Saône – Mâcon – Lyon – Valence – Montélimar – Orange – Nîmes – Montpellier – Béziers – Narbonne – Perpignan

- Španělsko
  - Girona – Barcelona – Tarragona – Castellón de la Plana – Valencie – Alicante – Elche – Murcia – Almería – Motril – Málaga – Algeciras

## Galerie

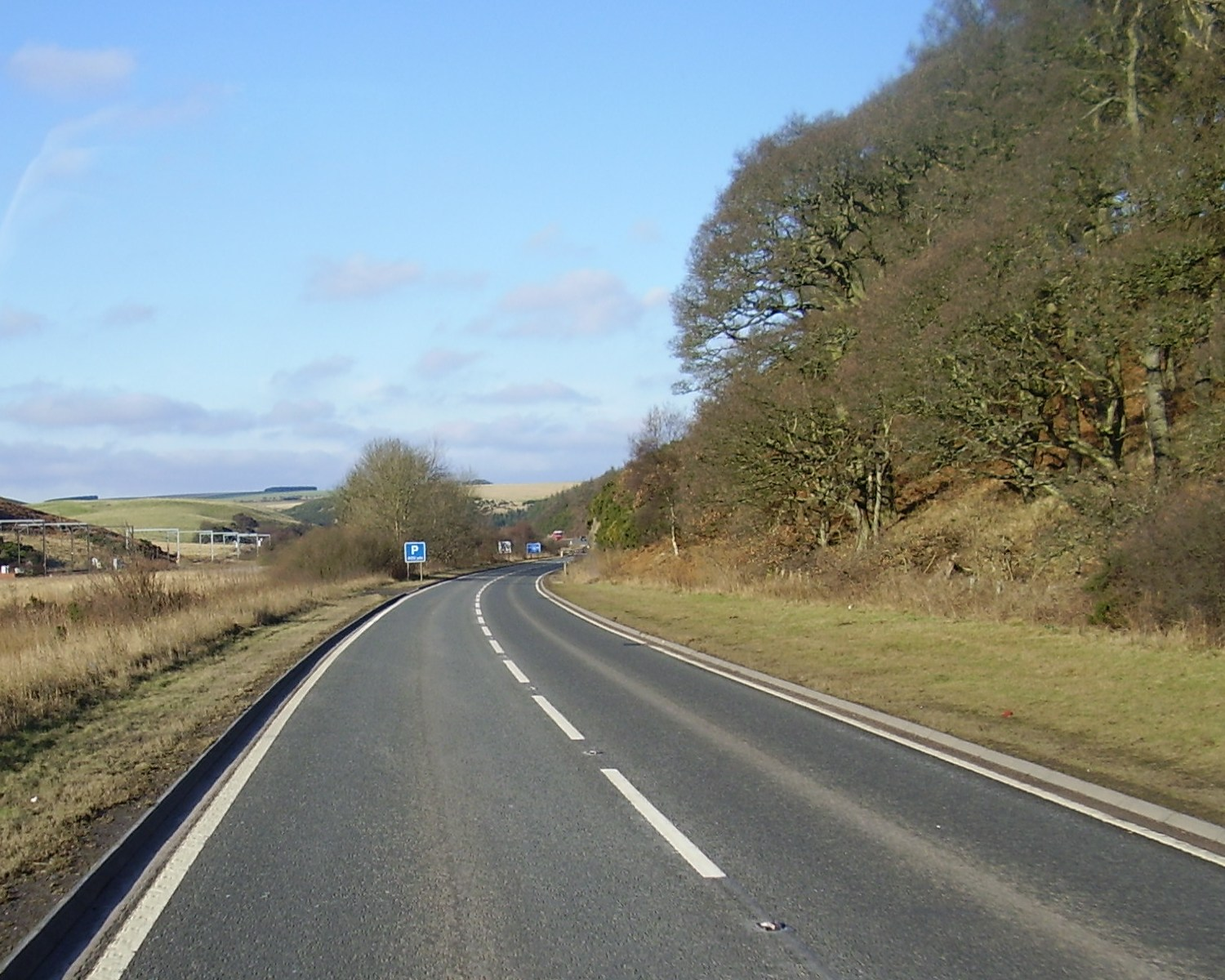
E15 ve Skotsku
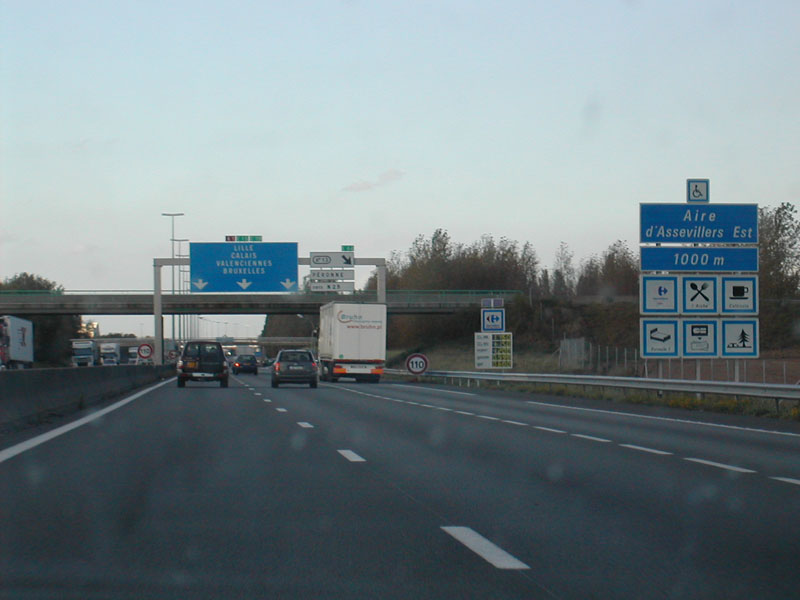
E15 ve Francii
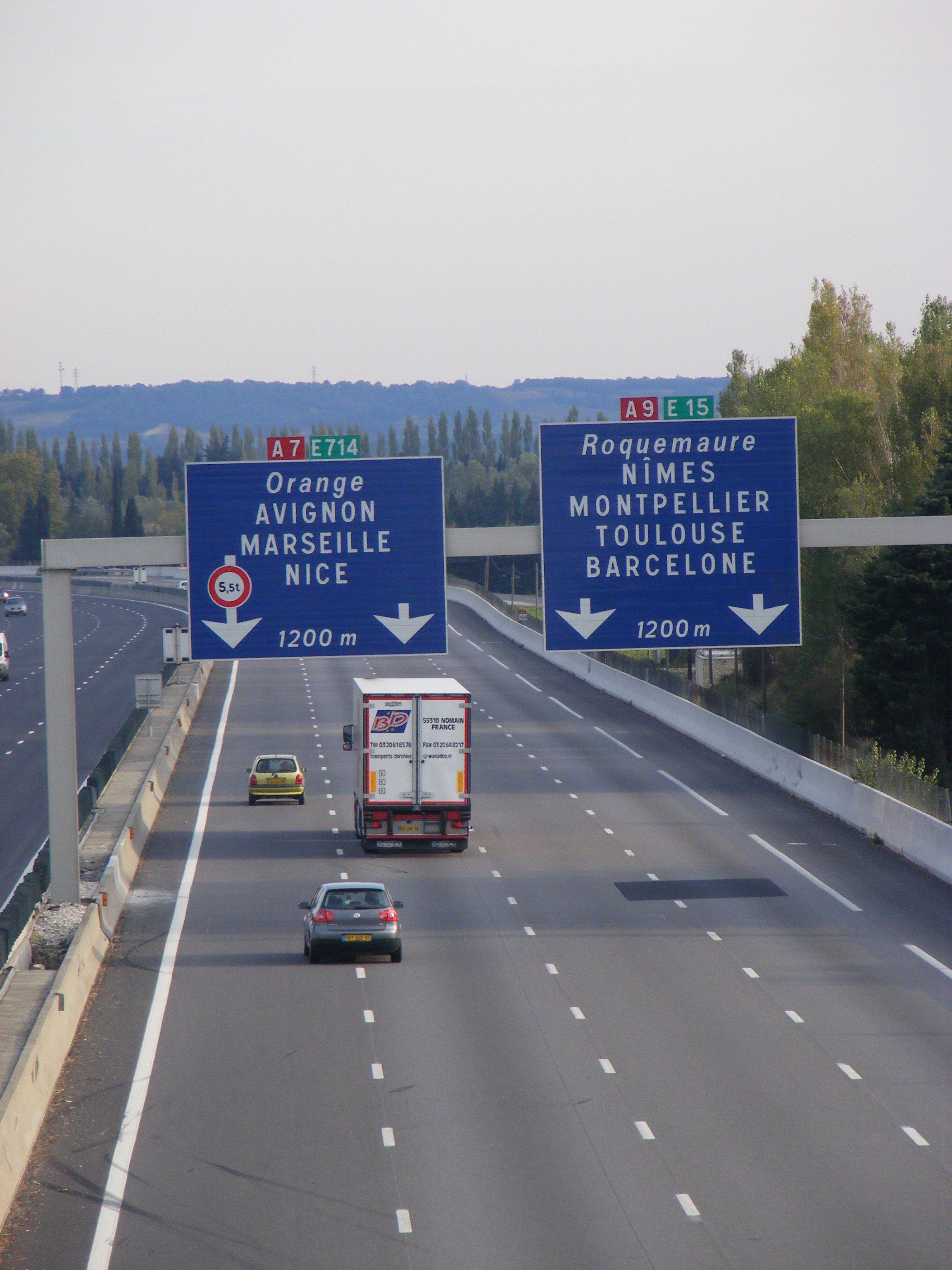
E15 ve Francii
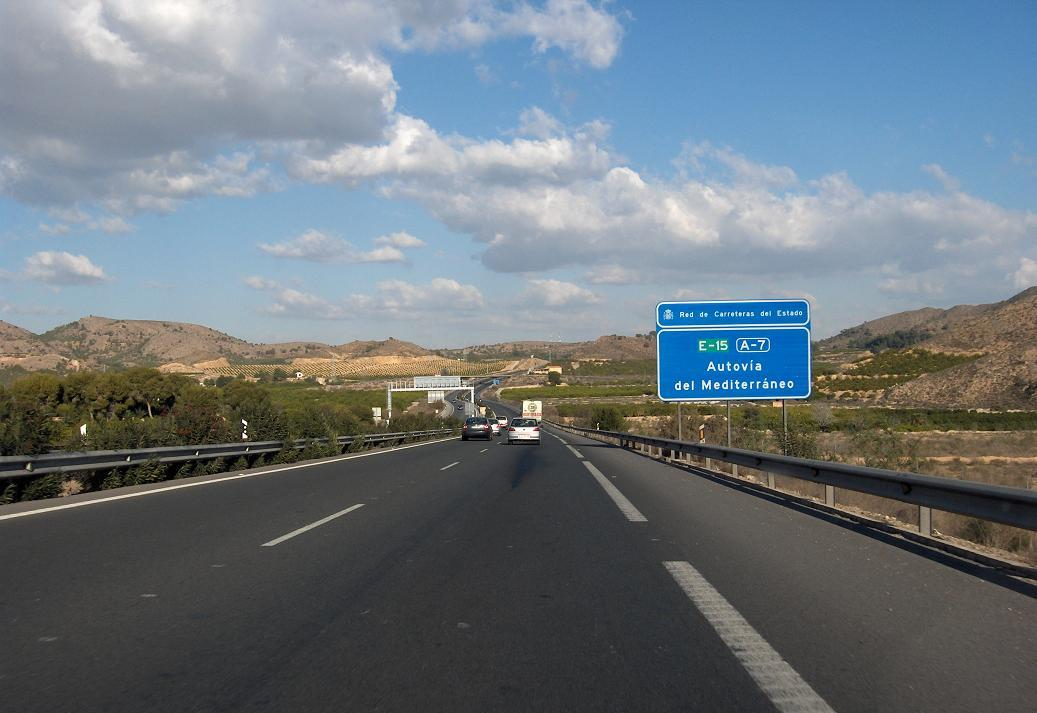
E15 ve Španělsku
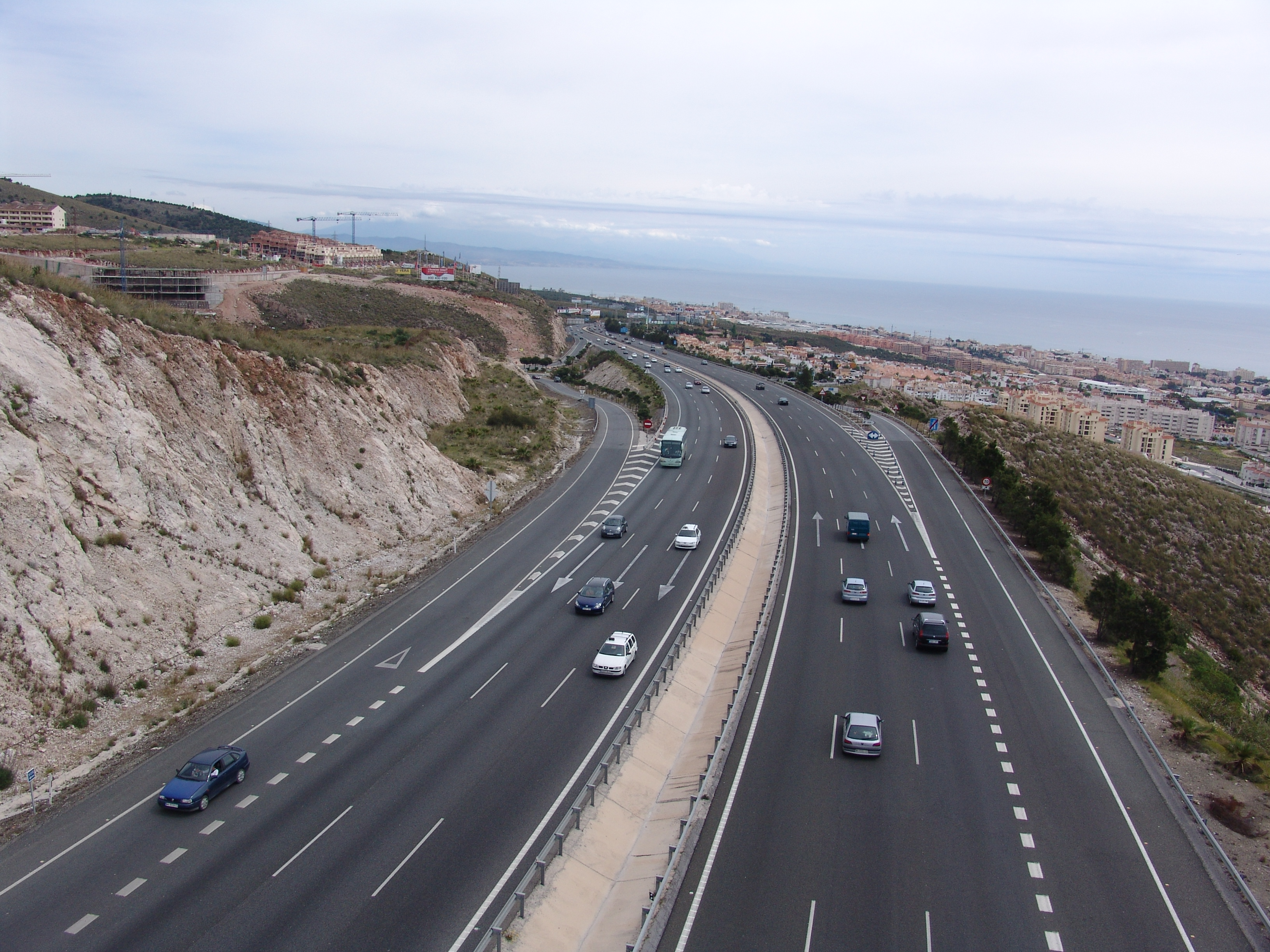
E15 ve Španělsku
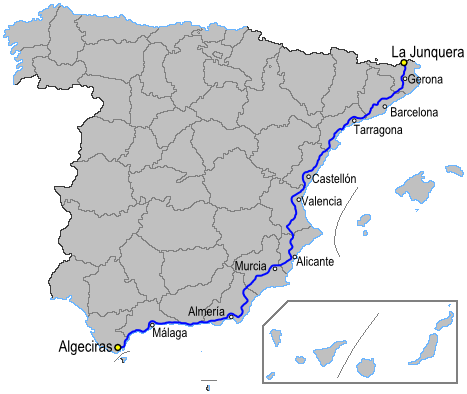
Trasa E15 ve Španělsku